# كارين دور
كارين دور (بالألمانية: Karin Dor)‏ (و. 22 فبراير 1938 - 6 نوفمبر 2017) هي ممثلة، وممثلة مسرحية، وممثلة أفلام من ألمانيا . ولدت في فيسبادن.

## روابط خارجية
- كارين دور على موقع IMDb (الإنجليزية)
- كارين دور على موقع روتن توميتوز (الإنجليزية)
- كارين دور على موقع مونزينجر (الألمانية)
- كارين دور على موقع ألو سيني (الفرنسية)
- كارين دور على موقع أول موفي (الإنجليزية)
- كارين دور على موقع قاعدة بيانات الأفلام السويدية (السويدية)
- كارين دور على موقع قاعدة بيانات الفيلم (الإنجليزية)
- كارين دور على موقع كينوبويسك (الروسية)